# وجيه الدين المكي
عبد الرحمن بن محمد بن علي بن عقبة مهندس الحرم. قال السخاوي في «الضوء اللامع» نقلًا عن تاريخ مكة للفاسيّ: «كان خيِّرًا ديِّنًا، يخدم الناس كثيرًا في العمائر، خبيرًا بالهندسة والعمارة، وباشر ذلك مدّة تركه واستفاد دنيا وعقارًا، ومات في ذي الحجة سنة 826 هـ بخيف بني شديد وقد بلغ السبعين.»